# Epicauta occidentalis
Epicauta occidentalis es una especie de coleóptero de la familia Meloidae.

## Distribución geográfica
Habita en el Este de Estados Unidos.